# Chapinería
Chapinería ist eine zentralspanische Gemeinde (municipio) mit 2.642 Einwohnern (Stand: 2024) im Westen der Autonomen Gemeinschaft Madrid. 

## Lage
Chapinería liegt im Westen der Gemeinschaft Madrid ca. 45 km westlich von Madrid. 

## Bevölkerungsentwicklung
| 1930 | 1950 | 1970 | 1981 | 1991 | 2001 | 2011 | 2021 |
| ---- | ---- | ---- | ---- | ---- | ---- | ---- | ---- |
| 808  | 818  | 659  | 601  | 907  | 1439 | 2152 | 2494 |

## Sehenswürdigkeiten
- Kirche Mariä Empfängnis (Iglesia de la Purísima Concepción) aus dem 17. Jahrhundert
- Einsiedelei des Heiligen Schutzengels (Ermita del Santo Ángel de la Guarda)
- Herrenhaus (Palacio de la Sagra) aus dem 17. Jahrhundert
- Pilgerhaus El Bombo von 1750

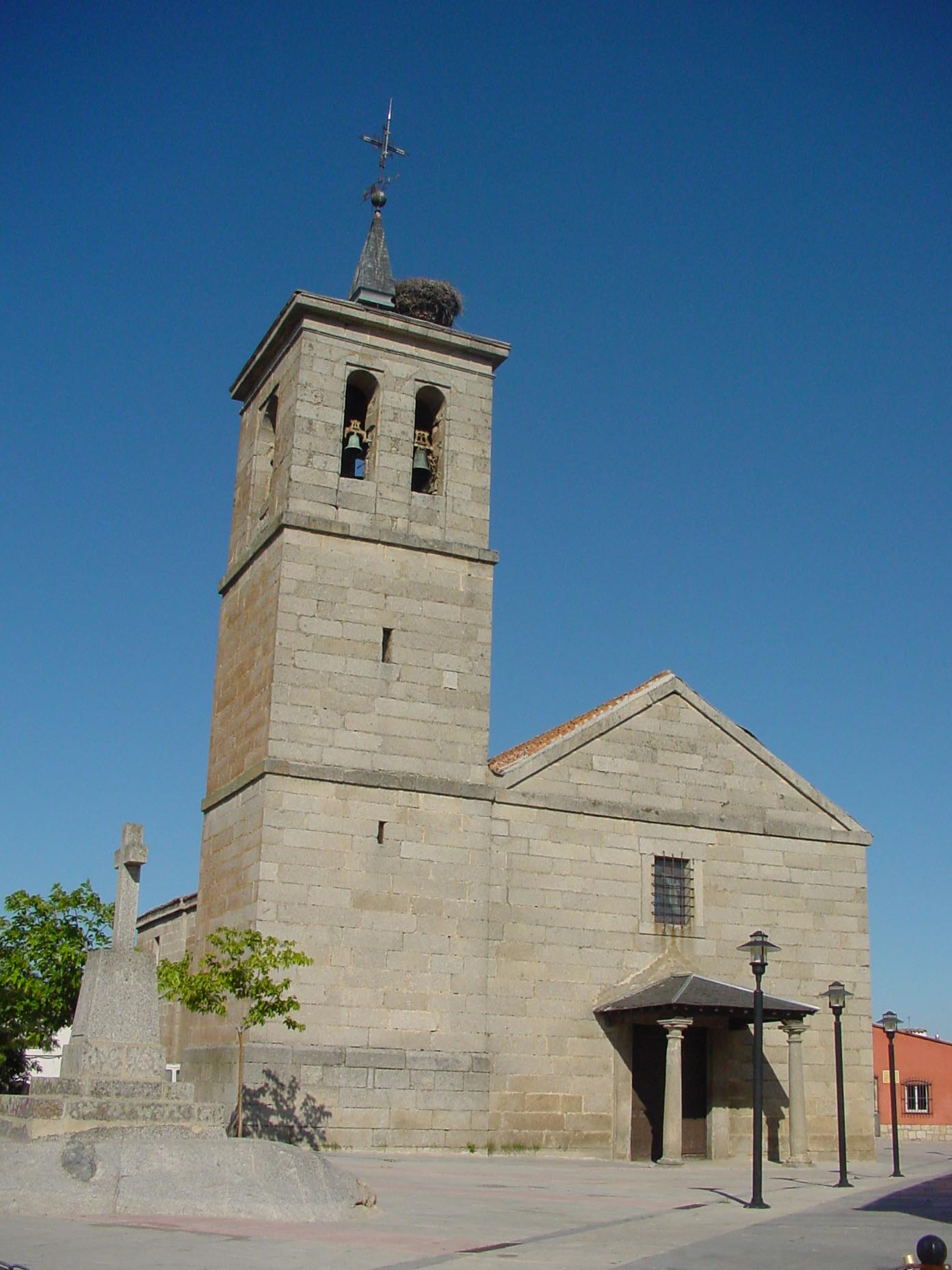
Kirche Mariä Empfängnis
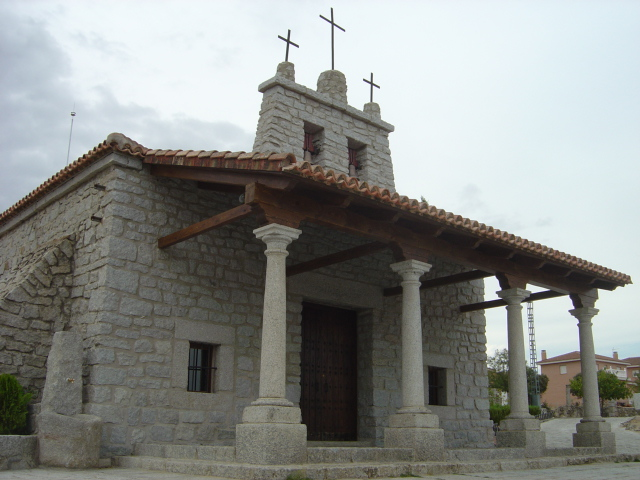
Einsiedelei
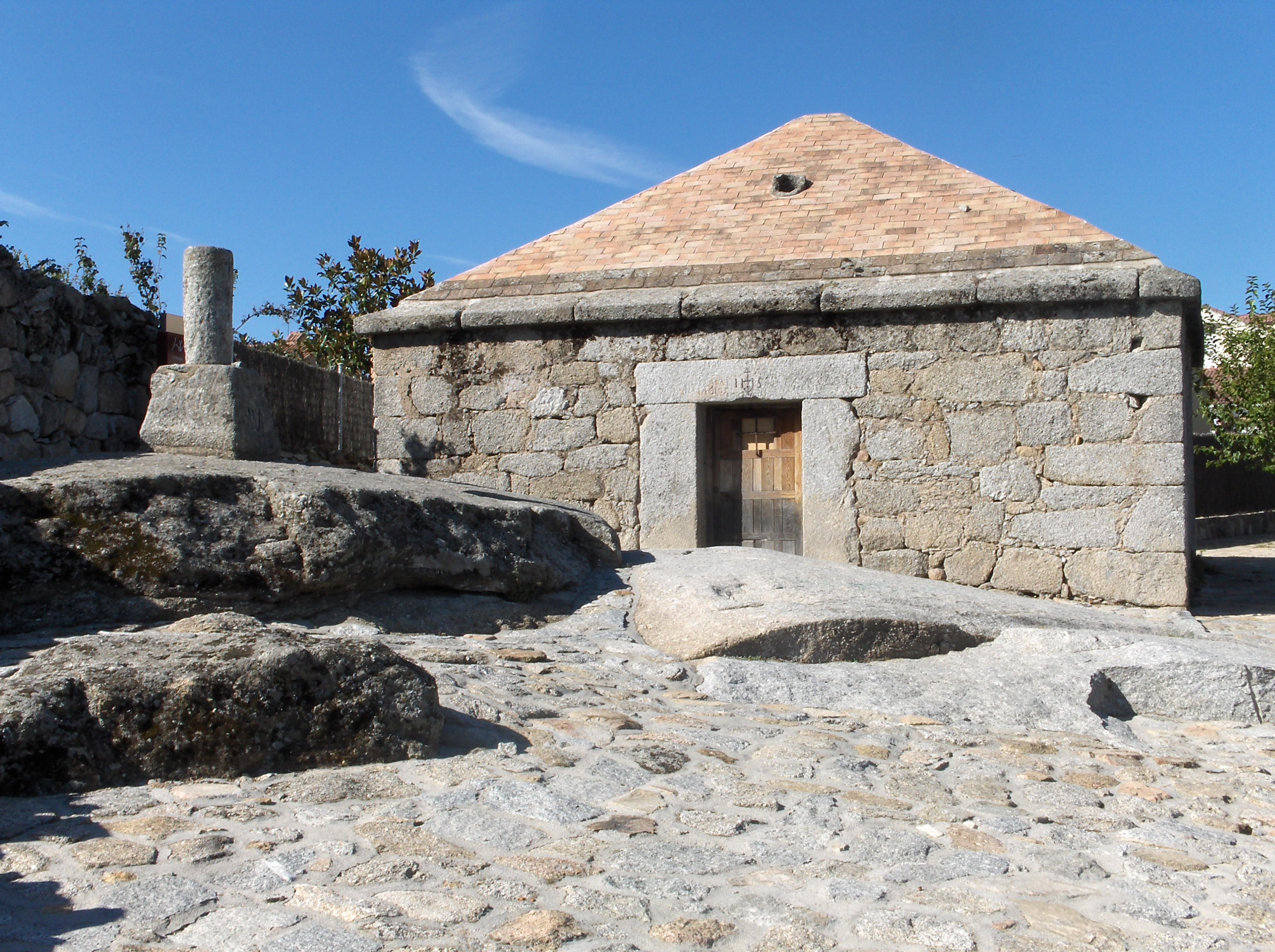
El Bombo